# Mitrantia bilocularis
Mitrantia bilocularis là một loài thực vật có hoa trong Họ Đào kim nương. Loài này được Peter G.Wilson & B.Hyland mô tả khoa học đầu tiên năm 1988.